# ZG90
ZG90 je nadolazeći hrvatski film redatelja Istvana Filakovityja i Eduarda Galića. Film je nastavak na ZG80 iz 2016. godine, i prednastavak filma Metastaze iz 2009. godine.
Radnja filma smještena je u Zagreb, tijekom glasovite, ali nikad odigrane utakmice između Dinama i Crvene zvezde, 13. svibnja 1990. godine.

## Radnja
Dana 13. svibnja 1990. godine, nekoliko sati prije nikad odigrane utakmice između Dinama i Crvene zvezde. Kizo, Filip, Buba i maturant Tomo, nastoje okupiti kvartovsku ekipu Bad Blue Boysa, ali ih ometaju razne nepredviđene okolnosti. Dejin otac Vojo, kapetan JNA, ne dopušta mu izlazak iz kuće jer u stanu čeka "nuklearni napad". Vođa Bad Blue Boysa, Krpa, završava u pritvoru zbog "mokrenja po spomeniku". Policija, pod zapovjedništvom šefa Močiboba, bavi se pogrešnim osobama te među navijače ubacuje kadeta Dinka pod šifrom "tajni zadatak". Istodobno, vlakom iz Beograda u Zagreb stižu Delije, koje predvodi Markan.

## Glumačka postava
- Rene Bitorajac kao Krpa
- Matija Kačan kao Filip
- Filip Detelić kao Buba
- Domagoj Mrkonjić kao Žuti
- Marko Janketić kao Dejo
- Filip Juričić kao Splićo
- Marin Ivanović – Stoka
- Marko Lasić – Nered
- Mario Katalinić
- Mario Rucner

## Produkcija
U travnju 2018. najavljen je nastavak filma. Scenarij je sufinanciran sredstvima HAVC-a, pod radnim nazivom Užas je naša furka (Reci kaj ili krepaj, ku'iš), radnja filma bit će smještena za vrijeme glasovite, neodigrane, utakmice između Dinama i Crvene Zvezde, 13. svibnja 1990. godine. Scenarij potpisuju dvojac Ivo Balenović i Robert Cukina, dok će redatelji ovog puta biti Eduard Galić i Istvan Filakovity. Proizvodnja filma 14. rujna 2023. sufinancirana je od strane Hrvatskog audiovizualnog centra (HAVC). Najavljen je službeni naziv filma ZG90.
Veljače 2025. u intervjuu za Novi list, glumac Rene Bitorajac, koji je tumačio lik Krpe u ZG80, izjavio je kako je pročitao jednu verziju scenarija, ali da još nije formalno angažiran na projektu, ističući da o filmu ne može govoriti dok se to ne promijeni.

### Snimanje
Prva čitanja scenarija krenula su 13. svibnja 2024., na 34. obljetnicu velikog sukoba na stadionu Maksimir uoči utakmice Dinama i Crvene zvezde. Potvrđen je povratak glumaca iz ZG80 i najavljeni su novi: Filip Juričić, Stoka, Nered, Mario Katalinić i Mario Rucner.